# Hlavní strana/Ostatní projekty
Wikipedii provozuje nezisková nadace Wikimedia, která spravuje i řadu dalších otevřených mnohojazyčných wiki projektů: